# دانييل برانيتش
دانييل برانيتش (بالكرواتية: Danijel Pranjić)‏، من مواليد 2 ديسمبر 1981 في ناسيتش في كرواتيا، لاعب كرة قدم كرواتي. سبق وأن لعب مع بايرن ميونخ، أما الآن فيلعب للنادي اليوناني باناثينايكوس.
بدأ باللعب مع منتخب كرواتيا لكرة القدم في عام 2004.

## روابط خارجية
- دانييل برانيتش على موقع الاتحاد الدولي (مؤرشف)  (الإنجليزية)
- دانييل برانيتش على موقع الاتحاد الأوربي (الإنجليزية)
- دانييل برانيتش على موقع اتحاد كرواتيا (الكرواتية)
- دانييل برانيتش على موقع قاعدة بيانات كرة القدم.إي يو (الإنجليزية)
- دانييل برانيتش على موقع بيانات كرة القدم. دي إي (الألمانية)
- دانييل برانيتش على موقع ليكيب (الفرنسية)
- دانييل برانيتش على موقع ناشيونال فوتبول تيمز (الإنجليزية)
- دانييل برانيتش على موقع Soccerway.com (الإنجليزية)
- دانييل برانيتش على موقع عالم كرة القدم.نت (الإنجليزية)
- دانييل برانيتش على موقع AS.com (الإسبانية)